# Sarah Harington
Sarah Harington, född 1565, död 1629, var en engelsk hovfunktionär. 
Hon var hovdam till Elisabet I under dennas sista år och har kallats för legoknekt på grund av sin verksamhet med att sälja sina kontakter för pengar.